# Kallípoli (Le Pirée)
 (signalé en mai 2025).
Si vous disposez d'ouvrages ou d'articles de référence ou si vous connaissez des sites web de qualité traitant du thème abordé ici, merci de compléter l'article en donnant les références utiles à sa vérifiabilité et en les liant à la section « Notes et références ».
- Archive Wikiwix
- Bing
- Cairn
- DuckDuckGo
- E. Universalis
- Gallica
- Google
- G. Books
- G. News
- G. Scholar
- Persée
- Qwant
- (zh) Baidu
- (ru) Yandex
- (wd) trouver des œuvres sur Wikidata

Kallípoli, en grec moderne : Καλλίπολη ou Néa Kallípoli (Νέα Καλλίπολη), est un quartier du Pirée en Grèce.  Il s'agit de l'un des quartiers les plus récents de la ville du Pirée et se définit comme la zone entourée par la côte de la péninsule du Pirée, adjacente aux quartiers de Chatzikyriákio, Piraïkí, Ágios Vasílios, Ydréika et Pigáda.
Il comprend la majeure partie du centre de la péninsule du Pirée entre les rues Sachtoúri, G.Theotóki et Filikís Eterías. Il tire son nom de la péninsule de Gallipoli, en Thrace orientale, d'où provenaient la plupart des réfugiés du quartier après la catastrophe d'Asie Mineure. Le quartier d'Ágios Nílos fait partie de Kallípoli. 